# NFPA
National Fire Protection Association (NFPA) este o asociație din Statele Unite, care se ocupă cu crearea și menținerea standardelor și codurilor private și cu drepturi de autor protejate, pentru adoptarea și folosirea de către unitățile de guvernare locală.

## Standarde
- - NFPA 70 —	National Electrical Code
  - NFPA 70B —	Recommended Practice for Electrical Equipment Maintenance
  - NFPA 70E —	Standard for Electrical Safety in the Workplace
  - NFPA 72 —	National Fire Alarm and Signaling Code
  - NFPA 101 —	Life Safety Code
  - NFPA 704 — 	Standard System for the Identification of the Hazards of Materials for Emergency Response (four-color hazard diamond)
  - NFPA 921 — 	Guide for Fire and Explosion Investigations
  - NFPA 1001 — 	Standard for Fire Fighter Professional Qualifications
  - NFPA 1123 — 	Code for Fireworks Display
  - NFPA 1670 — 	Standard on Operations and Training for Technical Search and Rescue Incidents
  - NFPA 1901 — 	Standard for Automotive Fire Apparatus

## Simboluri NFPA 704

Simbolul NFPA 704

Simbolul este un pătrat așezat pe diagonală , divizat in 4 părți , divers colorate și cu semnificații specifice:
- Albastru - riscul asupra sănătății
  - 4.  Expunere scurtă determină răni grave sau moarte
  - 3.  Expunere scurtă determină apariția de răni majore sau care pot persista în timp  Acid clorhidric
  - 2.  Expunere de durată (nu cronică) determină efecte temporare sau posibile răni persistente în timp Cloroform
  - 1.  Expunerea determină iritații locale și răni minore, Terebentină)
  - 0.  Expunerea chiar și în prezența unor surse de foc nu determină răni sau pericol de incendiu Clorură de sodiu

- Roșu- flamabilitatea substanței
  - 4.  Evaporare rapidă sau completă la temperatura normală-risc crescut de incendiu:propan -formează amestec exploziv la temperaturi de 23 0
  - 3.  Lichidele și solidele pot fi inflamabile la temperatura ambiantă: gazolină.
  - 2.  O încălzire moderată sau o expunere la o temperatură înaltă  poate detremina explozia Motorină.
  - 1.  Necesită o pre-încălzire înainte de autoaprindere Ulei de rapiță .
  - 0.  Nu este inflamabil Apă

- Galben- reactivitatea 
  - 4.  Detonare sau descompunere explozivă la temperatură și presiune normală(Nitroglicerină)
  - 3.  Detonarea sau descompunerea explozivă are loc numai cu o prealabilă inițiere, trebuie incălzită în incinte închise înainte de inițiere, reacție explozivă la contactul cu apa, sau la șocuri puternice: Fluorină
  - 2.  Reacție violentă la temperatură și presiune normală, reacționează violent la contactul cu apă,formând amestecuri explozive cu aceasta:  Fosfor
  - 1.  În condiții  normale este stabilă, dar poate deveni instabilă la temeperatură și presiune crescută: Calciu
  - 0.  Stabilă în condiții normale, neinflamabilă și nu inertă la contactul cu apa:Azot lichid

- Alb -cod special pentru diferite pericole.
- 'W' - Reacționează cu apa în mod periculos: Cesiu, Sodiu)
- 'OX' - Oxidant (e.g. Clorat de potasiu)
- 'COR' - Coroziv; Acid puternic sau bază puternică:Acid sulfuric, Hidroxid de potasiu
  - 'ACID' sau 'ALK' pentru o indicare mai exactă a substanței respective.
- 'BIO' - Risc biologic: virusul variolei
- Trifoiul radioactiv () - pericol de iradiere, substanță radioactivă :Plutoniu)
- 'CRYO' - Criogenic